# 대수함수
대수함수(代數函數, algebraic function)는 수학에서 다항식의 근으로 정의할 수 있는 함수이다. 대체적으로 대수함수는 한정된 수를 사용하는 대수식이고 덧셈, 뺄셈, 곱셈, 나눗셈과 같은 대수적 연산만을 동반한다. 이러한 함수의 예는 다음과 같다:
- {\displaystyle f(x)=1/x}
- {\displaystyle f(x)={\sqrt {x}}}
- {\displaystyle f(x)={\frac {\sqrt {1+x^{3}}}{x^{3/7}-{\sqrt {7}}x^{1/3}}}}

## 역사
대수함수를 둘러싼 개념은 적어도 르네 데카르트로까지 거슬러 올라간다. 대수함수의 첫 토론은 에드워드 웨어링의 1794년 책 "An Essay on the Principles of Human Knowledge"에 등장한다. 

## 같이 보기
- 함수
- 다항식

## 참고 문헌
- Ahlfors, Lars (1979). 《Complex Analysis》. McGraw Hill.
- van der Waerden, B.L. (1931). 《Modern Algebra, Volume II》. Springer.